# Carmona (Cavite)
Carmona is een gemeente in de Filipijnse provincie Cavite. Bij de laatste census in 2007 had de gemeente ruim 68 duizend inwoners.

## Geografie

### Bestuurlijke indeling
Carmona is onderverdeeld in de volgende 14 barangays:
| - Barangay 1 - Barangay 2 - Barangay 3 - Barangay 4 - Barangay 5 - Barangay 6 - Barangay 7 | - Barangay 8 - Bancal - Cabilang Baybay - Lantic - Mabuhay - Maduya - Milagrosa |

## Demografie
Carmona had bij de census van 2007 een inwoneraantal van 68.135 mensen. Dit zijn 20.279 mensen (42,4%) meer dan bij de vorige census van 2000. De gemiddelde jaarlijkse groei komt daarmee uit op 4,99%, hetgeen hoger is dan het landelijk jaarlijks gemiddelde over deze periode (2,04%). Vergeleken met de census van 1995 is het aantal mensen met 32.449 (90,9%) toegenomen.

De bevolkingsdichtheid van Carmona was ten tijde van de laatste census, met 68.135 inwoners op 40,24 km², 1693,2 mensen per km².